# 華北五省自治

被日方要求「自治」的華北五省
國民政府實際控制國土
其他國家

華北五省自治，又称華北特殊化、華北分離工作、華北自治運動。1935年，大日本帝國策划使中華民國河北、察哈尔、绥远、山东、山西自治:374。其主要事件是冀東事變。华北五省自治最终以国民政府设立一个相对中立的冀察政务委员会而结束，此政府虽非亲日政府，但实际上使华北主权丧失。

## 經過
1935年5月發生多件華北事變。5月2～3日發生河北事件，兩名親日的報社社長被刺殺，支那駐屯軍天津部隊一個中隊乘裝甲車，持機關槍、輕型炮等，在河北省政府門前武裝示威:371。同時，日本駐天津總領事川越茂向河北省政府主席于學忠書面抗議:371。5月31日，國民政府命令河北省政府提前於6月1日起開始遷移:371。
9月24日，新任支那駐屯軍司令官多田骏少將就華北問題在記者招待會稱：「依靠華北民眾的力量，逐漸使華北明朗化，這是形成日滿華並存的基礎。」:374
9月28日，日本陸軍大臣川島義之綜合陸軍各方面意見擬定《鼓吹華北自主案》提交給內閣，並於10月4日正式通過:374:374。
10月，日本「提出華北五省特殊化口號，策動華北獨立，脫離中央。」:32關東軍特務機關長土肥原賢二帶著日本政府與軍部分治華北之使命到華北:375。10月4日，日本冈田启介發表《鼓勵華北自主案》，扶植殷汝耕設立冀東防共自治政府，防止“赤化”。10月4日，日本外交官廣田弘毅對國民政府提出廣田三原則：1.中國取締反日運動，並擺脫對歐美的倚賴，改為對日親善及合作。2.承認滿洲國獨立。3.應與日方一起合作防範共產勢力。最終被國民政府否決。
11月，土肥原一面對国民革命军第二十九军軍政官員施壓，一面操縱漢奸組織所謂「河北民眾代表聯席會議」、「中華民主同盟會」、「國民自救會」、「山東人民自協會」、「綏遠軍政自治協會」、「河北全省人民自救會」、「察綏商民聯合會」、「天津工商聯合會」等團體，聯名致電北平宋哲元、保定商震、山東韓復榘、太原徐永昌、綏遠傅作義、察哈爾張自忠、北平秦德純、天津程克、青島沈鴻烈等，要求開放政權，允許「自治」:375-376。這些所謂「民間團體」還致電國民政府和中国国民党第五次全国代表大会，要求「自治」。
11月24日，河北省薊密區行政督察專員殷汝耕在日軍唆使下，在通縣通電全國，宣布脫離國民政府獨立，「冀東防共自治委員會」宣告成立，殷汝耕擔任「委員長」；12月25日，殷汝耕又宣布將「冀東防共自治委員會」改組為「冀東防共自治政府」，自任「政務長官」。土肥原慫恿殷汝耕發動「冀東事變」，策劃華北各省的自治運動，提倡華北特殊化，將冀東22個縣獨立於國民政府管治之外，由日本幕後操控。華北五省自治運動最後以國民政府設立冀察政務委員會而平息。:85－120
1936年2月，河北、察哈爾兩省部分自治，日本無形中佔領華北地區。日本發生226事件政變。5月，「日本破壞海關緝私，並增兵華北」:33，中國一再提出抗議。

## 後續
1937年7月平津作戰後大片華北成為日本佔領區，王克敏在北平成立中華民國臨時政府

## 電影
由日本山本薩夫導演、日活製作拍攝的戰爭三部曲《戰爭與人間》第二部《愛與悲哀的山河》（日语：戦争と人間 第2部, 愛と悲しみの山河），是一部以華北五省自治為時代背景的電影。